# 郵政博物館 (臺灣)
郵政博物館（英語：Postal Museum，簡稱郵博館）是中華民國交通部旗下企業中華郵政所屬的博物館，1965年12月1日由中華民國交通部郵政總局成立、1966年3月20日中華郵政70週年紀念日對外開放。目前總館設於臺北市中正區，另有臺北館、高雄館與臺中館。

## 歷史
1945年中國抗日戰爭勝利後，中華民國交通部郵政總局郵務長劉承漢奉派出席萬國郵政聯盟在法國巴黎舉行的第12屆大會，會後順道考察各國郵政與郵政博物館，回國後乃倡議籌設郵政博物館。交通部郵政總局隨即成立「郵政博物館籌備委員會」。1947年11月13日，交通部郵政總局訓令直屬各機關「本局為保存郵政史料，以垂永久，並引起民眾對郵政認識起見，正籌備設立郵政博物館」，其後因國共戰爭爆發，郵政博物館籌備工作沉寂多年。
1957年，在劉承漢帶領交通部郵政總局第二次成立郵政博物館籌備委員會，盧太育、薛聘文、施有強、鮑伯玉、王振世、潘安生等人擔任籌備委員。同年11月5日召開籌備委員會第一次會議，其後籌備委員會多次開會研議籌備工作，仍因館址難尋而陷入停擺。

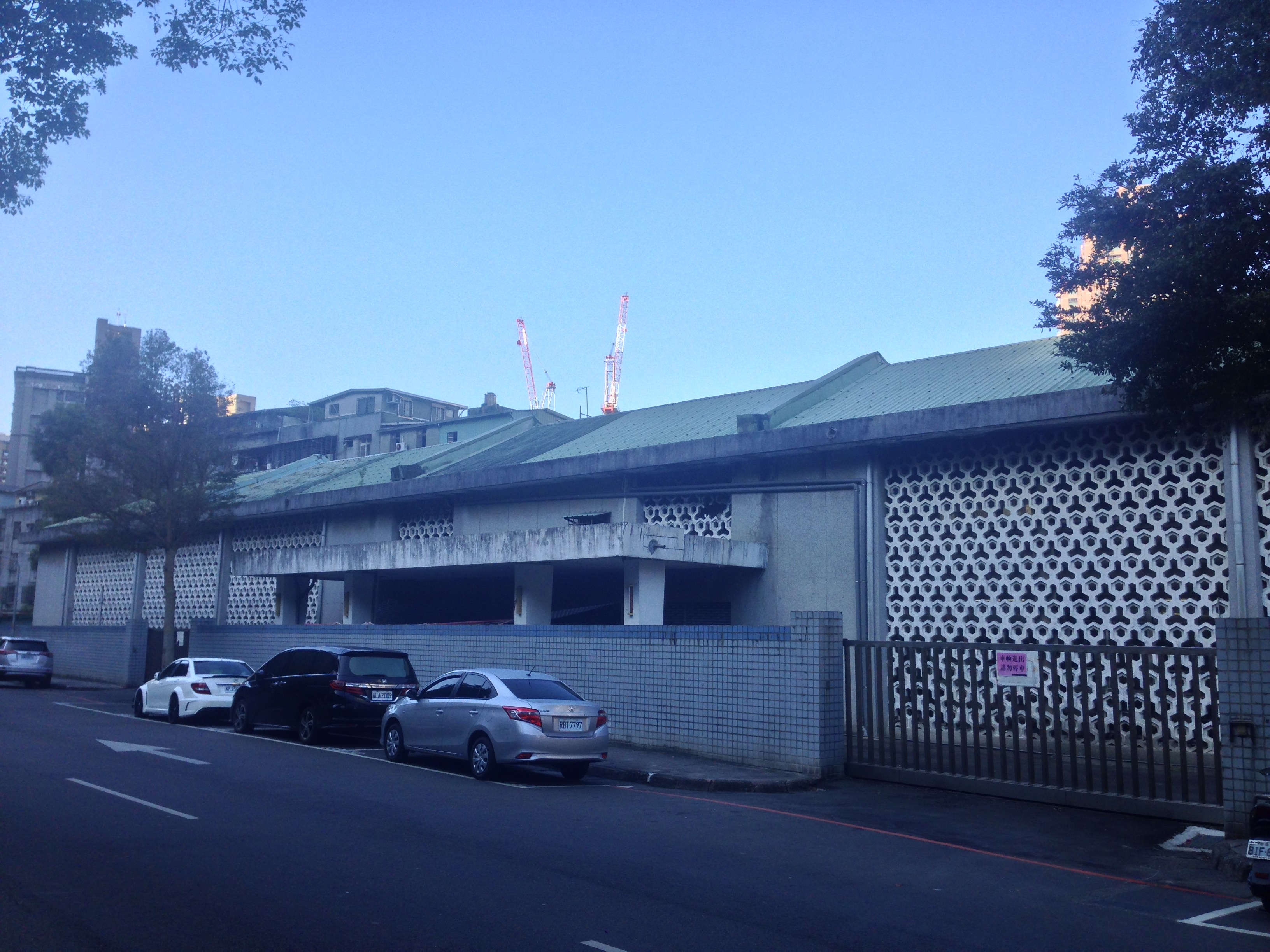
郵政博物館新店舊館

1965年，交通部郵政總局從臺北縣新店鎮（今新北市新店區）獅頭路遷入臺北市臺北郵局郵件大樓辦公，決定將獅頭路舊址改設郵政博物館，並成立「郵政博物館籌設小組」，指定郵政總局副局長劉承漢為召集人，委員有副局長薛聘文、副局長鄭廷傑、人事室主任王叔朋、業務處處長施有強、會計處處長陳潤東、秘書室主任秘書應國慶、總務處處長顧覺民、臺灣郵政管理局局長曹啟元，考工室副主任潘安生為總幹事。同年5月7日，郵政博物館籌設小組召開第一次會議，決定推行計畫，立即展開籌備工作。11月8日，交通部郵政總局訂頒《郵政博物館組織規程》，並報交通部核備在案。同年12月1日，郵政博物館成立，隸屬郵政總局設計研究委員會秘書室，設置館長1人、副館長1人、「研究考訂課」、「典藏展覽課」及「事務課」，潘安生擔任首任館長，林志夏擔任首任副館長。1966年1月14日，交通部郵政總局獅頭路舊址整修工程完工，隨即進行郵政博物館各陳列室之設計與布置。1966年3月20日適逢中華郵政70週年紀念日，郵政博物館開幕，館內分為「古代郵政文物陳列室」、「現代郵政陳列室」、「郵票展示室」、「郵政專業圖書室」、「學術演講及電影放映室」、「郵政國際關係展覽室」與「郵政業務設施展覽室」。
1979年5月3日，交通部郵政總局集郵中心簽報郵政博物館遷移臺北市區方案，郵政總局局長簡爾康決議博物館遷入臺北市市區。6月28日，郵政博物館成立遷建小組，郵政總局副局長徐能擔任遷建小組召集人，遷建新址為臺北市牯嶺街2號臺灣郵電協會產屬約645坪土地，以臺灣北區郵政管理局5支局名義興建，但以博物館之機能予以規畫設計。8月23日，郵政博物館遷建小組召開第二次會議，郵政博物館建築工程改以投遞支局、集郵中心及博物館綜合局屋申請建造10層大樓。1980年7月7日，《交通部郵政總局組織法》修正公布，郵政博物館成為郵政總局之附屬機構，裁撤副館長職位，原設三課改為典藏課、事務課及展覽課。1981年5月29日，交通部郵政總局與唐榮鐵工廠議價發包郵政博物館建館工程。同年11月24日，郵政博物館建館工程開工。
1983年，郵政博物館成為國際交通博物館協會（International Association of Transport Museum）第201號會員。8月18日，郵政博物館新館落成特展籌備委員會決定發行郵政博物館新館落成紀念郵票、新館落成特展紀念明信片。1984年1月1日，郵政博物館獅頭路舊址關閉。1984年10月10日，郵政博物館新館落成啟用，新館落成特展同日開展。
1988年10月，郵政博物館成為美國集郵協會（American Philatelic Association）第151575號會員。
2003年1月1日，交通部郵政總局改制為中華郵政，郵政博物館改隸中華郵政集郵處，置館長1人，下設「管理科」。9月9日，基隆郵局與豐原郵局分別在新北市貢寮區澳底國民小學與臺中市新社區新社國民小學舉辦「郵政博物館巡迴展」首展。
2015年1月18日，郵政博物館臺北北門分館於臺北郵局2樓成立，2020年5月20日更名為郵政博物館臺北館。
2021年12月2日，郵政博物館高雄館於高雄站前郵局2樓成立。
2024年12月10日，郵政博物館臺中館於臺中郵局3樓成立。

## 場館位置

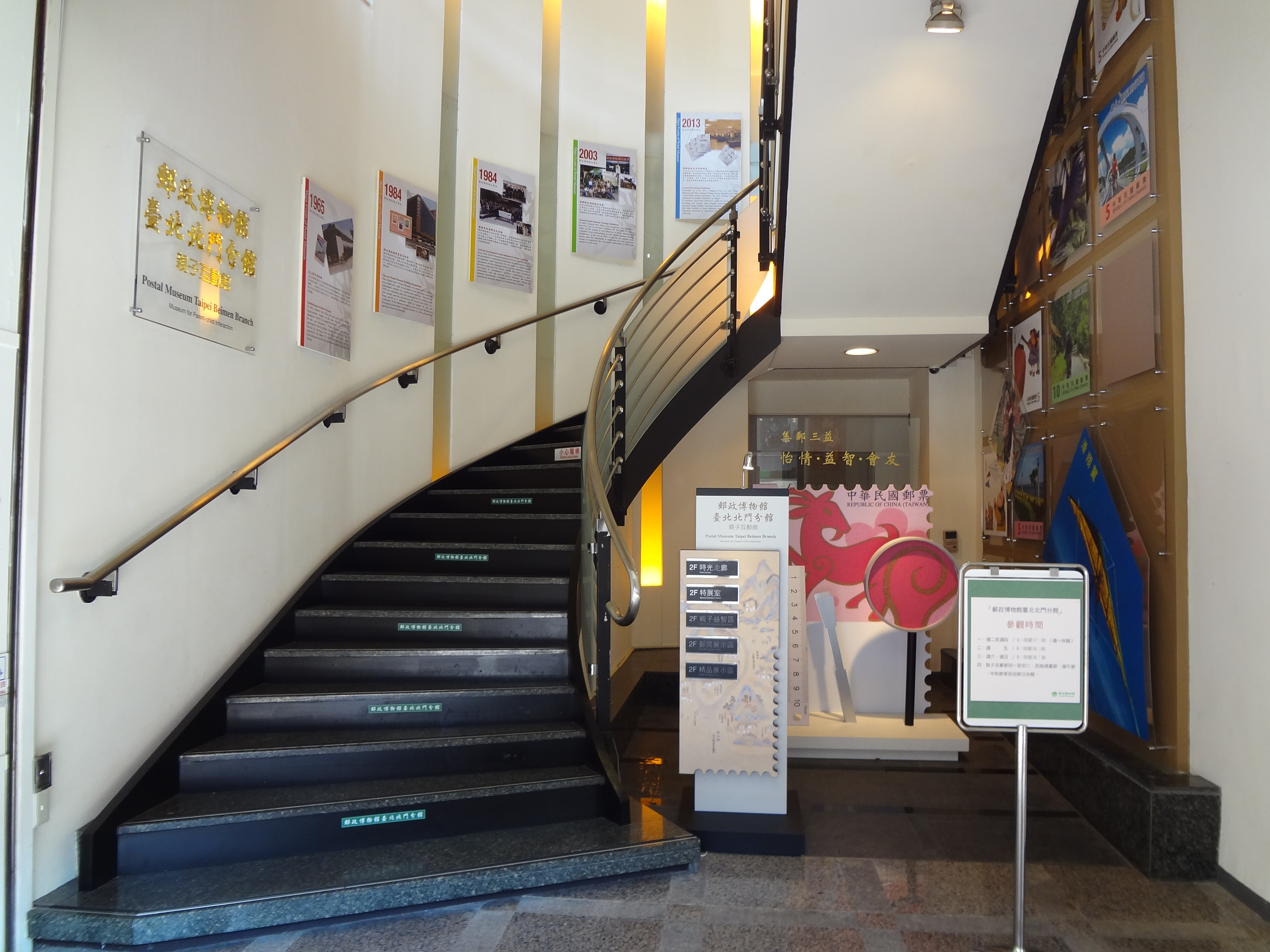
郵政博物館臺北館

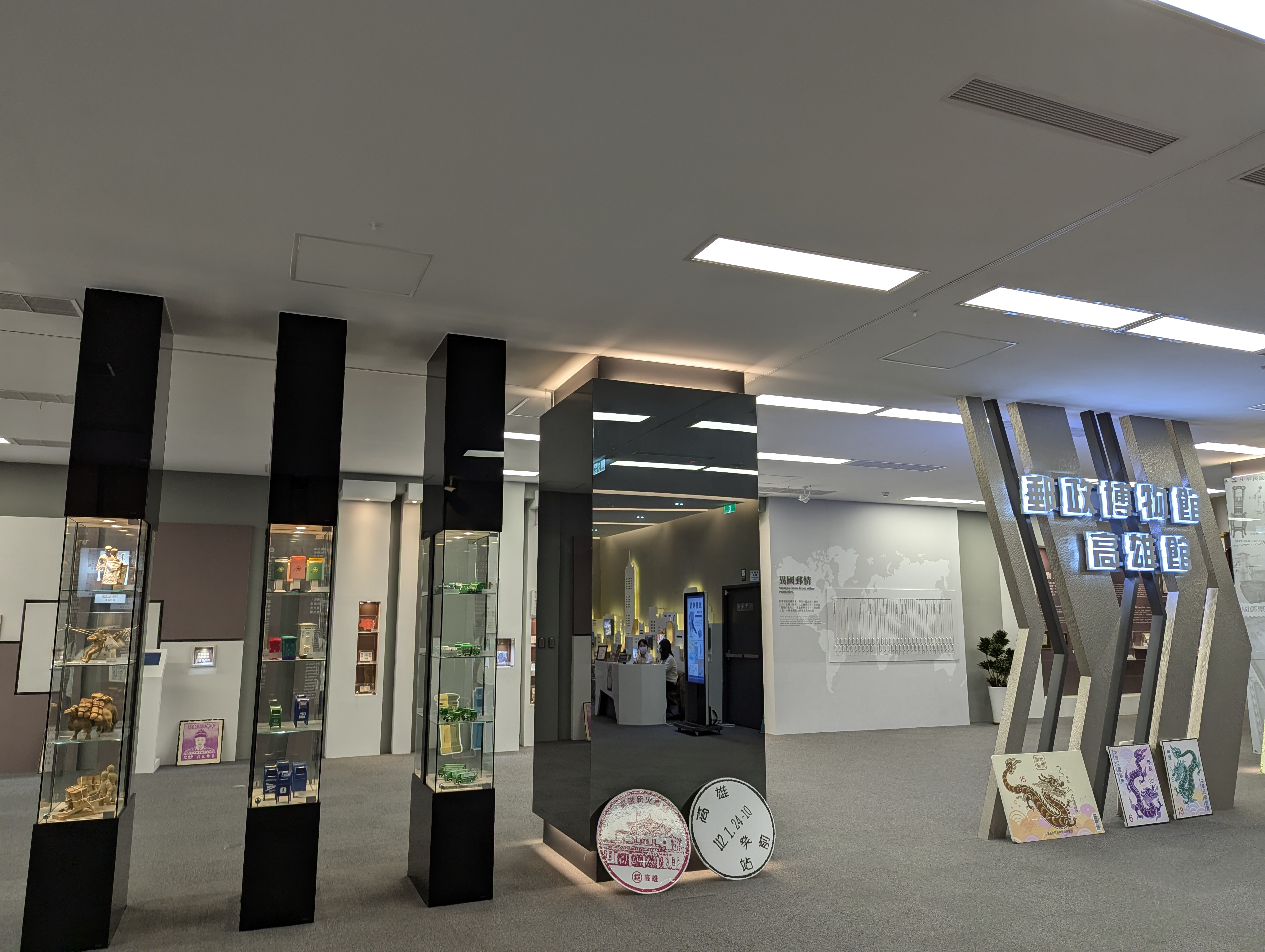
郵政博物館高雄館

| 場館   | 地址                                             |
| ------ | ------------------------------------------------ |
| 總館   | 臺北市中正區重慶南路二段45號                     |
| 臺北館 | 臺北市中正區忠孝西路一段114號（臺北郵局2樓）     |
| 臺中館 | 臺中市中區民權路86號3樓（臺中郵局大樓3樓）       |
| 高雄館 | 高雄市三民區建國三路2-2號（高雄站前郵局大樓2樓） |

### 樓層

#### 總館
10F 大禮堂、會議室
9F  辦公室、庫房
8F  辦公室
7F  郵政專業圖書室
6F  特展室
5F  郵票世界
4F  兒童郵園
3F  郵政歷史
2F  郵政藝廊（重溫經典）
1F  營業廳、南海郵局

#### 臺北館
5F：國立陽明交通大學管理學院
4F：國立陽明交通大學管理學院
3F：國立陽明交通大學管理學院
2F：郵政博物館臺北館
1F：國立陽明交通大學管理學院／中華郵政臺北郵局

#### 臺中館
3F：郵政博物館臺中館
2F：中華郵政臺中郵局郵匯/保險區
1F：中華郵政臺中郵局郵務區

#### 高雄館
2F：郵政博物館高雄館
1F：中華郵政高雄站前郵局

## 外部連結
- 郵政博物館
  - 郵政博物館(臺北北門分館) （页面存档备份，存于）（官方网站）
  - 郵政博物(高雄分館) （页面存档备份，存于）（官方网站）
  - 郵政博物(臺中分館)（官方网站）